# Cosmic Connexion
Ne doit pas être confondu avec le livre de Carl Sagan intitulé The Cosmic Connection (en).

Cosmic Connexion, sous-titré Le premier message de télévision adressé aux extraterrestres, est une émission de télévision coproduite par Arte France et Jean-Jacques Beineix via sa société Cargo Films, avec le soutien du CNES, d'EADS et du Conseil régional de Midi-Pyrénées. Elle a été conçue et réalisée par Marie Cuisset et Anne Jaffrennou.
L'émission fut transmise le 30 septembre 2006 en première partie de soirée, sur le réseau télévisé mais aussi vers l'étoile Errai de la constellation de Céphée, via l'antenne du CNES d'Issus Aussaguel, près de Toulouse. L'étoile étant située à 45 années-lumière de la Terre, les signaux arriveront en 2051.

## L'idée
L'idée de l'émission est d'envoyer un message aux hypothétiques habitants extraterrestres de Gamma Cephei b, une des deux planètes orbitant autour d'Errai (Gamma Cephei).
L'interactivité était de mise, puisque les téléspectateurs pouvaient envoyer un message à Errai en le déposant sur le site web créé à cet effet, ou encore par voie postale à Arte.
Ces messages étaient ensuite envoyés (certains faisaient même partie intégrante de l'émission), en même temps que le programme vers Errai.
Au-delà d'une réelle communication, il semble plutôt que l'émission ait eu pour but de voir les réactions des téléspectateurs, et plus généralement des humains face aux « petits hommes verts ». En effet, outre les messages, de nombreuses séquences montrèrent l'évolution de l'image de l'extraterrestre dans le temps, les mythes l'entourant, les questions de l'éventuelle communication, ainsi qu'une classification méthodique des extraterrestres de fiction.

## L'émission
L'émission débuta à 20 h 40 (plus précisément à 20 h 42 min 54 s selon le dépôt légal à l'Inathèque) sur l'antenne d'Arte, et la transmission par Aussaguel commença quelques minutes après. Elle a duré 160 minutes.
L'originalité de l'émission est qu'elle fut présentée par deux personnages (appelés M&F, pour mâle et femelle, en réalité Marc Larnaudie et Émilie Rochefort), représentés nus sous la forme de dessins en noir et blanc, à l'instar des personnages de la plaque de Pioneer.
Entre les séquences consacrées aux extraterrestres, ou à la vie ailleurs en général, des pauses étaient marquées pour montrer des échantillons des nombreux messages reçus, tant audio, vidéo que photographiques. Plusieurs personnalités ont également été interviewées : Wim Wenders, Claudie et Jean-Pierre Haigneré, Story Musgrave.
Elle a été déclinée en un DVD contenant des morceaux choisis de l'émission, vendu accompagné d'un livre signé Jean Demerliac et intitulé Cosmic... : À la recherche des mondes habités, publiés en marge de l'émission.
L'émission a été rediffusée dans la nuit du 28 octobre 2007, et a également été projetée lors d'un colloque du SETI à l'UNESCO de Paris, le 24 septembre 2008.